# Inès Boubakri
Inès Boubakri (àrab: إيناس بوبكري, Īnās Būbakrī) (Tunis, 28 de desembre de 1988) és una esgrimista tunisiana. És dues vegades guanyadora olímpica i membre de l'associació esportiva de Bourg-la-Reine, a França, sota la direcció de l'entrenador Yann Detienne.
Boubakri va representar Tunísia als Jocs Olímpics de Pequín de 2008, on competia en la categoria d'esgrima individual femenina. Va perdre en la primera ronda contra la tiradora canadenca d'origen xinès i antiga medallista olímpica d'or Jujie Luan, amb una puntuació de 9–13.
Als Jocs Olímpics de Londres de 2012, Boubakri es va classificar per segona vegada en la categoria d'esgrima individual femenina. A diferència de les seves anteriors olimpíades, va passar les rondes preliminars derrotant a la nord-americana Nicole Ross, i a la francesa Astrid Guyart. Boubakri, no obstant això, només va aconseguir arribar fins als quarts de final, on va ser derrotada per la italiana i tres vegades campiona olímpica Valentina Vezzali, amb una puntuació de 7–8.